# Кузнецки Алатау
Кузнѐцки Алатау (на руски: Кузнецкий Алатау) е планина в Южен Сибир, разположена на територията на Кемеровска област и Хакасия в Русия. Простира се от север-северозапад (Транссибирската жп линия) на юг-югоизток (Абаканския хребет) на протежение около 300 km и ширина до 150 km, между Кузнецката котловина на запад и Минусинската котловина на изток.

## Релеф, Геоложки строеж, полезни изкопаеми
Планината се състои от система от дълбоко разчленени от реките ниски и средновисоки масиви и хребети. Средна надморска височина 1000 – 1200 m, максимална връх Верхни Зуб 2178 m (53°50′21″ с. ш. 89°14′06″ и. д. / 53.839167° с. ш. 89.235° и. д.), разположен в най-южната ѝ част. Склоновете на планината са асиметрични: на изток са полегати и дълбоко разчленени от добре развити речни долини, а на запад са стръмни, като реките протичат в дълбоки и тесни долини с голям наклон, с прагове и бързеи.
Изградена е от варовици, кварцити, силициеви и глинести шисти с протерозойска и долнопалеозойска възраст, пронизани от многочислени интрузивни скали – габро, диорити, гранити, сиенити и др. Съвременният релеф се е формирал през неогена и антропогена в резултат на издигане и разчленяване на заравнената повърхност с различна възраст.
В недрата на Кузнецки Алатау са открити и много от тях се разработват находища на железни и манганови руди, злато, хромити, боксити, минерални строителни материали и др.

## Климат, води
Климатът е студен и влажен. По западните склонове годишно падат 600 – 800 mm валежи (максимум до 1500 mm), а по източните – 400 – 500 mm.
От планината водят началото си две големи реки, десни притоци на Об – Том и Чулим, заедно със своите многочислени десни притоци на Том (Уса, Горен Терс, Среден Терс, Долен Терс, Тайдон и др.) и леви притоци на Чулим (Урюп, Кия, Яя и др.).

## Почви, растителност
Повсеместно в планината преобладава планинската тайга. По западните склонове, на височина до 700 – 750 m върху тъмносиви оподзолени почви доминира иглолистната тайга и вторични осиково-брезови гори, а нагоре следват тъмни иглолистни гори съставени от ела, смърч и кедър. Долният пояс по източните склонове е зает от планински ливадни степи върху черноземни почви, а над 700 – 800 m върху подзолисти и ливадно-подзолисти почви господстват боровите и лиственичните гори. От 1300 – 1500 m нагоре следва мъхово-лишейна, храстова и камениста тундра.

## Историческа справка
Първите научни изследвания на планината се извършват от немските естествоизпитатели на руска служба Даниел Готлиб Месершмит през 1721 г. и Петер Симон Палас през 1771 г. През 1842 г. руският геолог Пьотър Чихачов извършва мащабни геоложки изследвания в планината и открива и оконтурява Кузнецкия въглищен басейн. По-късно, през 1873-74 г. неговите изследвания са продължени от полския геолог на руска служба Ян Черски.

## Национален атлас на Русия
- Кузнецки Алатау[2]